# Піщана пустеля Регістану та Північного Пакистану
Піщана пустеля Регістану та Північного Пакистану (ідентифікатор WWF: PA1326) — палеарктичний екорегіон пустель і склерофітних чагарників, розташований на півдні Афганістану, на заході Пакистану та на крайньому сході Ірану.

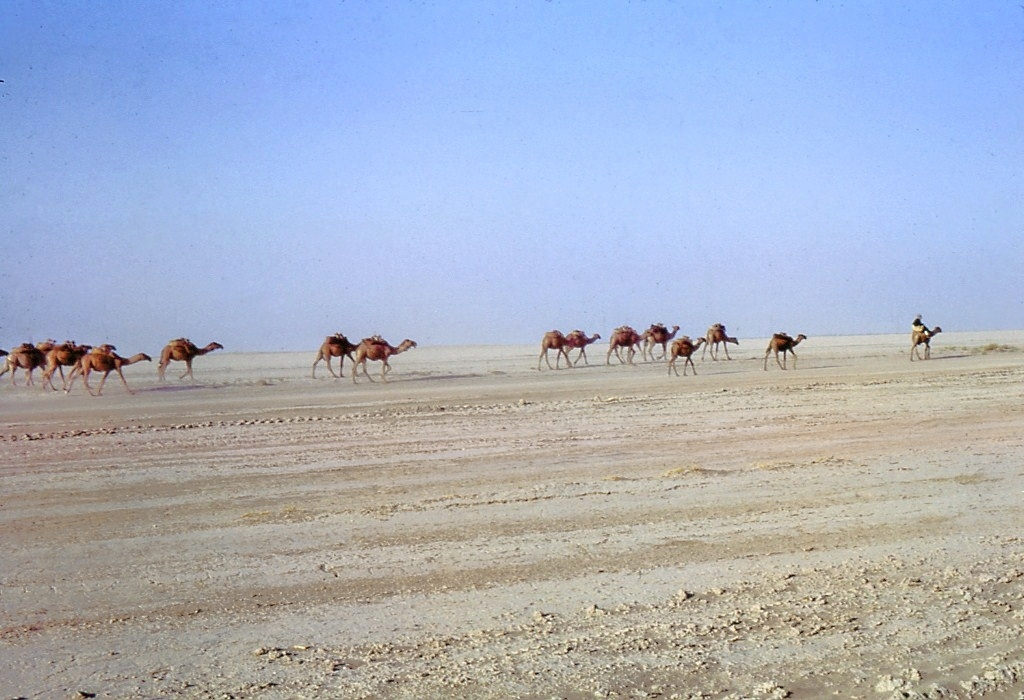
Караван верблюдів в пустелі Регістан

## Географія
Екорегіон розташований в історичній області Белуджистану на території Систанського басейну. В межах цього басейну знаходяться кілька піщаних пустель — Дашті-Марго, Регістан та Дашті-Хаш, які розділяються кількома річками. Найбільшою з них є Гільменд, яка тече з північного сходу на південний захід, де впадає у безстічне озеро Хамун. Іншими річками регіону є Аргандаб, Хашруд та Фарахруд. Найнижча точка Систанського басейну знаходяться в улоговині Гауді-Зира на висоті 466 м над рівнем моря. Середня висота екорегіону становить 878 м над рівнем моря, а висота найвищої точки становить 2760 м над рівнем моря.
Екорегіон майже з усіх боків оточений горами. На півночі межею регіону є Середньоафганські гори, які є західним продовженням Гіндукушу. Східною межею регіону є Сулейманові гори в Пакистані, а південною межею — Центральний хребет гір Мекран. На заході Східноіранські гори розділяють екорегіон піщаної пустелі Регістану та екорегіон пустельних басейнів Центрального Ірану. Посередині регіону, вздовж афгано-пакистанського кордону, проходять гранітні пагорби Чагай.

## Клімат
В межах екорегіону переважає переважає спекотний та посушливий пустельний клімат (BWh за класифікацією кліматів Кеппена). Середньорічна температура становить 21,3 °C, середня максимальна температура — 42 °C, середня мінімальна температура — дещо нижче 0 °C. Середньорічна кількість опадів коливається від 37 до 280 мм, в середньому 98,6 мм. З кінця травня до кінця вересня в регіоні дме сухий північно-західний стодвадцятиденний вітер, відомий як лавар, що приносить пилові бурі.

## Флора
Систанський басейн є одним з найбільш посушливих місць на планеті. 95 % території екорегіону порослі рідкою рослинністю або повністю її позбавлені. 4 % площі екорегіону, що є найбільш вологими, припадають на долини річок і перетворені на сільськогосподарські угіддя. Загалом найбільш поширеними рослинами екорегіону є ксерофітні чагарники, що ростуть в пустелях, та галофітні чагарники, що ростуть в солончакових западинах.
Серед найбільш поширених чагарників і трав'янистих рослин регіону слід навести звичайну узбережницю (Aeluropus littoralis), повзучу узбережницю (Aeluropus lagopoides), звичайну верблюжу колючку (Alhagi maurorum), зайсанський саксаул (Haloxylon ammodendron), циліндричну імперату (Imperata cylindrica), а також різні види кураю (Salsola spp.), тамариксу (Tamarix spp.) та джузгуна (Calligonum spp.). На берегах річок та озер росте вузьколистий рогіз (Typha angustifolia), звичайний очерет (Phragmites australis), довгий смикавець (Cyperus longus), звичайний сусак (Butomus umbellatus), приморський ситник (Juncus maritimus), тростинний арундо (Arundo donax), пальчастий свинорий (Cynodon dactylon) та круглий смикавець (Cyperus rotundus), а також різні види частухи (Alisma spp.), подорожника (Plantago spp.) та комиша (Scirpus spp.).

## Фауна
Видове різноманіття фауни екорегіону є досить значним, як для пустельного регіону. Тут мешкає 391 вид хребетних тварин.
Ссавці екорегіону є добре пристосованими до посушливих і спекотних умов його клімату. Серед найбільш поширених видів слід відзначити афганську лисицю (Vulpes cana), яка полює на гризунів, зайців, рептилій, комах, а також їсть плоди. Невловимий каракал (Caracal caracal) з характерними чорними китицями на вухах шукає здобич в пустелі навіть у найспекотніші години дня, коли інші тварини шукають притулок в підземних норах. Індійська газель (Gazella bennettii), також відома як чінкара, має блискучу рудувато-бежеву шерсть, яка частково відбиває сонячні промені та мінімізує поглинання тепла в найспекотніший час. Ендемічний тушкан Хотсона (Allactaga hotsoni) має світло-сіре забарвлення, яке допомагає йому маскуватися серед гравію та скель. Також ендеміками екорегіону є деякі плазуни, зокрема афганські крутиголовки (Phrynocephalus clarkorum) та гостроморді ящурки (Eremias acutorostris).
На водно-болотних угіддях озера Хамун зустрічається велика кількість місцевих та зимуючих водоплавних птахів, зокрема рожеві пелікани (Pelecanus onocrotalus), круглодзьобі плавунці (Phalaropus lobatus), звичайні мартини (Chroicocephalus ridibundus), тонкодзьобі мартини (Chroicocephalus genei) та білоголові савки (Oxyura leucocephala). Серед інших птахів регіону слід відзначити рудохвостого сорокопуда (Lanius isabellinus), степового орла (Aquila nipalensis), балабана (Falco cherrug), стерв'ятника (Neophron percnopterus), степового луня (Circus macrourus) та бурого голуба (Columba eversmanni).

## Збереження
Оцінка 2017 року показала, що 4125 км², або 1 % екорегіону, є заповідними територіями. Природоохоронні території включають Біосферний заповідник озера Хамун в Ірані.